# Agharta (album)
Agharta è un doppio album live di Miles Davis registrato il 1º febbraio 1975, all'Osaka Festival Hall, in Giappone. L'album Agharta fu registrato nel pomeriggio durante il primo show, mentre Pangaea fu registrato in serata durante il secondo show.

## Tracce
Le composizioni sono di Miles Davis.

### Disco Uno
1. Prelude (Part One) – 22:01
2. Prelude (Part Two) – 10:33
3. Maiysha – 12:20

### Disco Due
1. Interlude – 26:50
2. Theme from Jack Johnson – 25:16

## Formazione
- Miles Davis – tromba elettrica con Wah Wah, organo
- Sonny Fortune – flauto, sax soprano
- Pete Cosey – chitarra elettrica, sintetizzatore, percussioni
- Reggie Lucas – chitarra elettrica
- Michael Henderson – basso elettrico
- Al Foster – batteria
- Mtume – conga, percussioni, water drum, rhythm box

## Curiosità
- Circa a sedici minuti di Interlude, la band inizia brevemente a suonare una versione psichedelica del brano di Davis So What, una traccia di Kind of Blue (1959).
- L'edizione giapponese in CD condensa Prelude 1 & 2 in una traccia unica, mentre il secondo disco è strutturato anch'esso come un'unica lunga traccia da 60 minuti di durata.[1]